# キョーリンリメディオ
キョーリンリメディオ株式会社は石川県金沢市に本社を置くジェネリック医薬品メーカーであり、キョーリン製薬グループの一員である。

## 概要
2018年に会社分割された生産本部では、主に医療用のジェネリック医薬品の製造を行っていたが、メーカー品の委託製造やプライベートブランド製品の製造といった一般用医薬品の製造もおこなっていた。
社名にある「リメディオ（Rimedio）」とは、イタリア語で治療（法）や薬という意味で、元々はラテン語のremedium（再びを意味する"re"と癒すを意味する"medere"が合わさった言葉）に由来する。

## 沿革
- 1947年10月 - 三田製薬株式会社として富山県に設立。
- 1971年3月 - 社名を東洋ファルマー株式会社に改称。
- 1995年9月 - 本社を石川県金沢市に移転。
- 2005年5月 - 株式取得に伴い、杏林製薬株式会社（初代）の子会社となる。
- 2006年10月 - 会社分割によるグループ事業再編に伴い、親会社が杏林製薬株式会社（初代）から株式会社キョーリン（現・杏林製薬株式会社(2代目)）に変更。
- 2006年12月 - 株式交換により株式会社キョーリン（現・杏林製薬株式会社(2代目)）の完全子会社となる。
- 2007年2月 - 社名をキョーリンリメディオ株式会社に改称。
- 2009年12月 - 決算期（事業年度末日）を1月31日から3月31日に変更。これに伴い、第68期は2010年2月1日から同年3月31日の2ヶ月間の短期決算となる。
- 2018年4月 - 生産本部をキョーリン製薬グループ工場株式会社へ会社分割により承継。

## 事業所
- 本社：石川県金沢市諸江町下丁287-1
- 高岡創剤研究所：富山県高岡市オフィスパーク11
- 井波事業所：富山県南砺市井波885
- 営業拠点：札幌、仙台、東京、名古屋、大阪、広島、福岡